# حلبوب معمر
الحَلبُوب المعمر أو فيلون بري نوع نباتي ينتمي إلى جنس الحَلبُوب من الفصيلة اللبنية.

## الموئل والانتشار
ينتشر في المغرب العربي وتركيا والقوقاز وكل مناطق أوروبا من اليونان والبلقان إلى إسبانيا والبرتغال وشمالاً من بريطانيا إلى فنلندا وروسيا.

## معرض صور

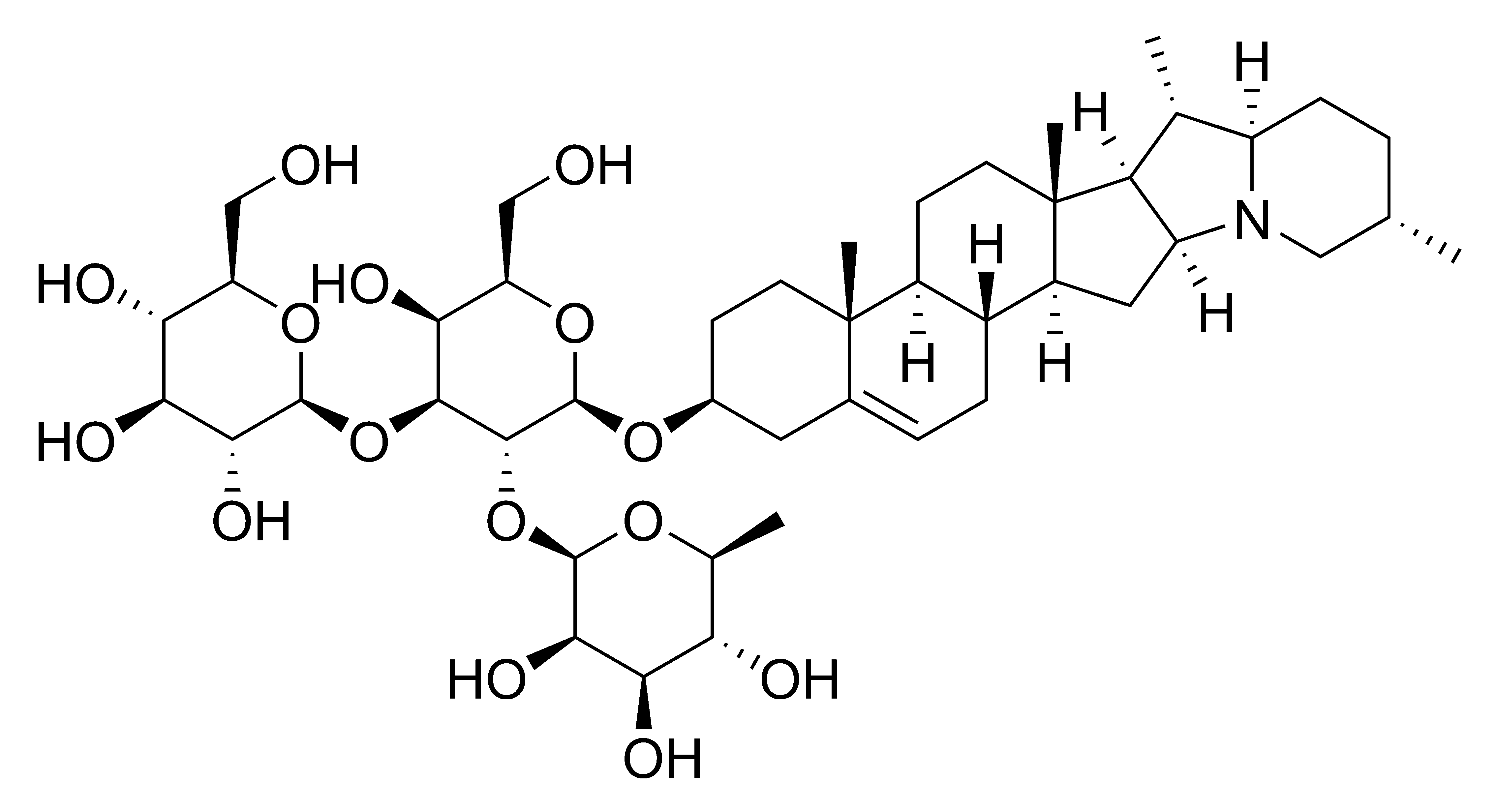